# Alberto III Pio
Alberto III Pio, comte de Carpi (Carpi, 23 juillet 1475 – Paris, 8 janvier 1531), est un noble de la Renaissance italienne qui a porté un intérêt particulier à l'humanisme et a été près des papes de la maison de Médicis.

## Biographie
Alberto III Pio est né à Carpi en Émilie-Romagne en 1475, deux ans avant la mort de son père. Il a été élevé sous la tutelle de son oncle paternel Marco et de son oncle maternel, l'humaniste Giovanni Pico della Mirandola qui ont supervisé son éducation et engagé comme précepteur Aldo Manuzio, qui allait fonder à Venise une imprimerie célèbre, financée par Alberto.
Alberto Pio étudie d'abord à Ferrare, où il suit les cours de Pietro Pomponazzi et se lie d'amitié avec Pietro Bembo et Ludovico Ariosto, puis à Padoue. Pendant la majeure partie de sa carrière, il travaille comme diplomate, tout d'abord comme agent des Gonzague à la cour de France et ensuite à la solde du roi Louis XII. En 1508, il est l'un des négociateurs de la Ligue de Cambrai, et en janvier 1510, il devient ambassadeur de Maximilien I auprès de la papauté ; en 1520, avec la montée en puissance de Charles Quint, Alberto Pio commet une erreur fatale, faisant allégeance à François Ier, roi de France.
Alberto Pio était un ami intime du pape Léon X et est connu pour avoir favorisé l'élection au pontificat de Giulio de' Medici (Clément VII). Il a contribué à l'alliance entre Clément VII et François Ier conclue le 5 janvier 1525 et a été l'instigateur du mariage entre Catherine de Médicis, nièce de Clément VII et le deuxième fils de François Ier, Henri II. Ce succès diplomatique a des conséquences, car Mendoza, représentant de Charles Quint à Rome, décrit Alberto sous les termes suivants : « Carpi est un diable ; il sait tout et est mêlé à tout ; l'empereur doit le soumettre ou l'anéantir ». Après que l'alliance papale avec François Ier a été rendue publique, Charles V est devenu furieux et, peu de temps après, le 24 février 1525, les troupes de Charles V battent et capturent François Ier à la bataille de Pavie, et huit jours plus tard ses troupes sous les ordres de Prospero Colonna occupent Carpi et privent Alberto Pio de son règne.
Alberto Pio s'enfuit à Rome et tente de récupérer ses terres, mais sans succès. Finalement Charles V installe le duc Alfonso I de Ferrare en 1530. Lorsque les troupes de Charles V pillent Rome en mai 1527, Alberto Pio et Clément VII se réfugient au Castel Sant'Angelo, puis Pio se réfugie en France, où est il est chaleureusement accueilli et où il reste jusqu'à sa mort survenue en janvier 1531.  
Alberto Pio a été un défenseur de l'Église depuis les premiers débats de la Réforme et s'est engagé au cinquième concile du Latran en décembre 1513, bien avant la publication des 95 thèses de Luther en 1517. En 1525 il est entré avec Érasme dans un conflit qui a perduré jusqu'à sa mort, et qui s'achève deux mois après sa mort avec la publication de ses Libri XXIII.

## Œuvres (liste partielle)
- Fabio Forner (dir.), Ad Erasmi Roterodami expostulationem responsio accurata et paraenetica, Florence, L. S. Olschki, 2002 — Livre électronique
  - Ad Erasmi Roterodami expostulationem responsio accurata et paraenetica / II, Commento, appendice e indici, Florence, L. S. Olschki, 2002
- Pr[a]eter praefationem & operis conclusionem, tres & viginti libri in locos lucubrationum variarum D. Erasmi Roterodami, quos censet ab eo recognoscendos & retractandos[3], 1531

## Source de traduction
- (en) Cet article est partiellement ou en totalité issu de l’article de Wikipédia en anglais intitulé « Alberto III Pio, Prince of Carpi » (voir la liste des auteurs).